# برانیسلاف مالینوفسکی

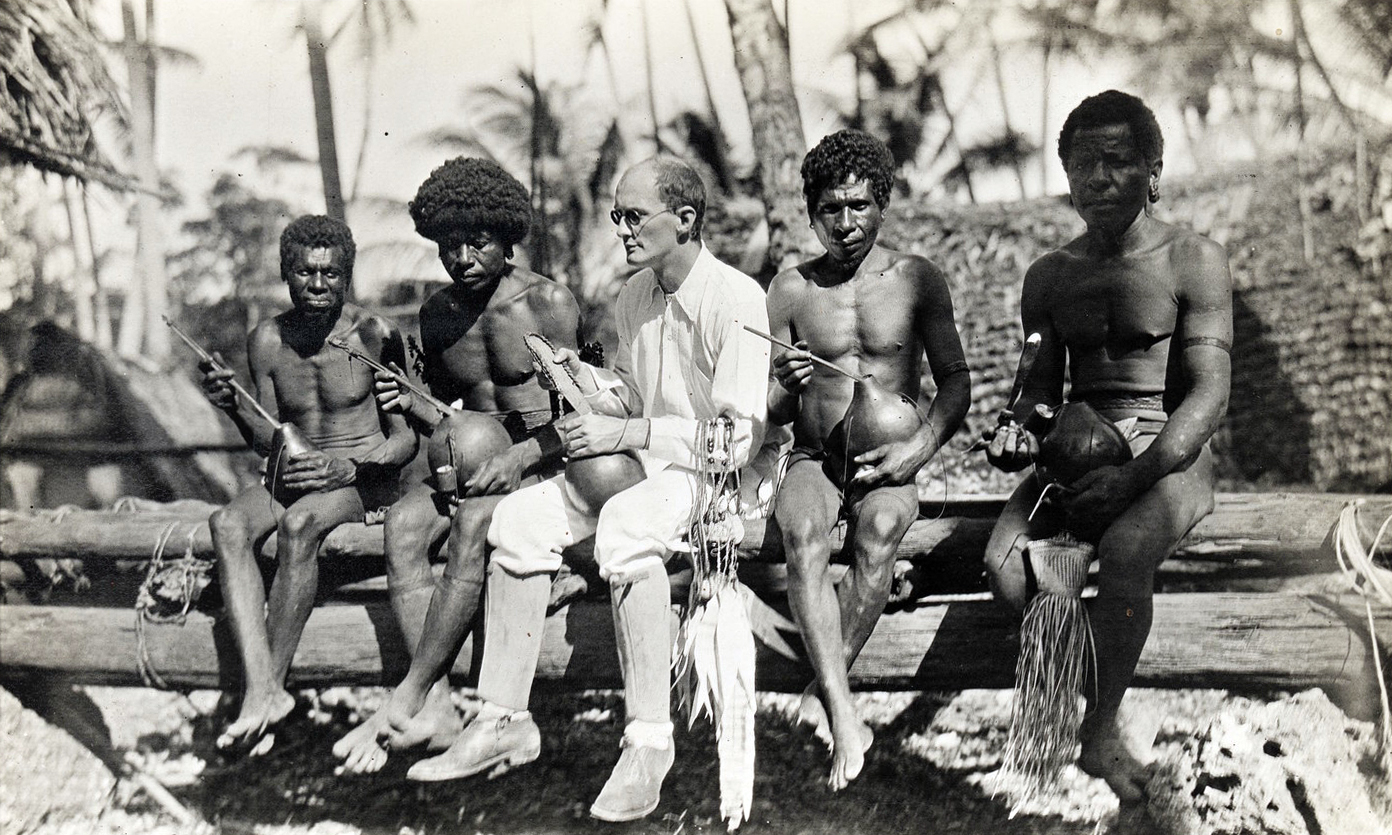
مالینوفسکی در کنار بومیان جزایر تروبریاند، سال ۱۹۱۸

برانیسلاف مالینوفسکی (به لهستانی: Bronisław Malinowski)؛ (Polish: [brɔˈɲiswaf maliˈnɔfskʲi]) ‏ (۱۸۸۴ در کراکوف، اتریش - مجارستان - ۱۹۴۲ در کنتیکت، آمریکا) یکی از مهم‌ترین مردم‌شناسان سده بیستم بود. همچنین از او به‌عنوان جامعه‌شناس و مردم‌نگار یاد شده‌است.
مالینوفسکی از لهستانی‌های کراکوف (در لهستان کنونی و اتریش - مجارستان آن زمان) بود. او در سال ۱۹۰۸ مدرک دکترای ریاضیات و فیزیک را از دانشگاه یاگیلونیای کراکوف (لهستان امروزی) دریافت کرد اما تحت تأثیر کتاب شاخه زرین اثر جیمز فریزر تصمیم گرفت تا مردم‌شناس شود و در دانشگاه لایپزیگ مردم‌شناسی را از کارل بوشر و ویلهلم وونت آموخت. در سال ۱۹۱۰ به مدرسه اقتصاد لندن رفت و با راهنمایی ادوارد وسترمارک و چارلز گابریل سلیگمن به مطالعه سیستم مبادلات پایاپای بومیان استرالیا پرداخت.
مالینوفسکی در سال ۱۹۱۴ این فرصت را پیدا کرد که به گینه نو برود و در مورد قبایل بدوی این سرزمین تحقیق کند اما در همان زمان جنگ جهانی اول شروع شد و او دیگر نمی‌توانست به انگلیس برگردد. چون او تبعه اتریش-مجارستان بود و اهل کشور دشمن بریتانیا محسوب می‌شد. اما دولت استرالیا (بخش شرقی گینه نو مستعمره استرالیا بود) به او مجوز و سرمایه لازم برای تحقیقات مردم‌شناسی را داد و مالینوفسکی نیز به جزایر تروبریاند از جزایر ملانزی در شرق گینه نو رفت و چندین سال در این سرزمین زندگی کرد. او در سال ۱۹۲۲ کتاب دریانوردان غرب اقیانوس را منتشر کرد و با این کتاب خود را به‌عنوان یکی از برجسته‌ترین مردم‌شناسان دنیا مطرح کرد. مالینوفسکی در سال‌های بعد استاد مدرسه اقتصاد لندن شد و شاگردان زیادی پیدا کرد و نقش محوری در پیدایش و تکامل مکتب انسان‌شناسی اجتماعی داشت. او در ۱۹۳۳ به ایالات متحده رفت و تا پایان عمر در آن‌جا زندگی کرد و سمت استادی در دانشگاه ییل داشت.

## دیدگاه‌ها
یکی از مهمترین مطالعات مالینوفسکی بررسی سیستم مبادله پیچیده رایج در جزایر تروبریاند و مناطق اطراف آن با نام حلقه کولا (Kula ring) است. وی نخستین انسان‌شناسی بود که این نهاد بسیار مهم را که در آن زمان هنوز موجود بود، توصیف کرد. مالینوفسکی در میان انسان‌شناسان آغاز قرن بیستم از استفاده‌اش از روش مشارکتی برای مطالعه جامعه‌های غیر غربی متمایز شد. او عقیده داشت که انسان‌شناسان باید در میان مردمی که مطالعه می‌کنند زندگی کنند، در زندگی و در مراسمشان شرکت کنند تا آن‌ها را بهتر بفهمد. او ثابت نمود که روند تجارب جنسی و فرهنگ جنسیتی در قبیله اول -تروبریاند- چون فارغ از نظام مستبدانه و سرکوبگرانه است، روندی دموکراتیک، سالم و نرخ کجروی‌های اجتماعی و جنسی در حداقل است.
مالینوفسکی از متبحرترین مردم‌شناسان به‌شمار می‌رود و رویکرد بسیار روشمند و نگرشمند او در مطالعه نظام‌های اجتماعی مورد توجه بوده‌است. او را معمولاً نخستین کسی می‌دانند که انسان‌شناسی را با تجربه زندگی روزمره در میان مردم موضوع مطالعه آمیخت و بر اهمیت مشاهده نزدیک و مشارکتی و ارتباط روزمره با جوامع مورد مطالعه تأکید داشت.
مالینوفسکی بر اساس مشاهدات خود با فرضیه فروید در مورد جهانشمولی عقده ادیپ مخالف بود. وی در کتاب «غریزه جنسی و سرکوب آن در جوامع ابتدایی» فرضیه پدرکشی باستانی فروید در کتاب توتم و تابو را که به اعتقاد فروید باعث پیدایش فرهنگ شده زیر سؤال برده و این موضوع که تقریباً تمام مشکلات روانی انسان به نوعی ریشه در عقده ادیپ دارند رد می‌کرد. از نظر او عقده ادیپ از مشخصات جوامع پدرتبار غربی است و در جوامع مادرتبار ملانزی هیچ نشانه‌ای از آن دیده نمی‌شود. مالینوفسکی ریشه فرهنگ را خانواده می‌دانست که انتقال تجربیات و آموزش را ممکن کرده و پیدایش تابوی سنگین زنای با محارم را برای حفظ خانواده ضروری می‌دانست.
او در اثر مردم‌نگاری خود از رویکرد نقش‌گرایانه مکتب زبان‌شناسی لندن نسبت به زبان حمایت کرد و اعتقاد داشت انسان‌ها از زبان برای تقویت پیوند با یکدیگر استفاده می کنند و از اصطلاح «پیوند به‌واسطه زبان» (bonding by language) برای توضیح این مفهوم استفاده کرد.

## آثار
- ۱۹۱۳ – خانواده میان بومیان استرالیا
- ۱۹۲۲ – دریانوردان اقیانوس آرام
- ۱۹۲۵ – جادو، علم و دین
- ۱۹۲۶ – خلاف و عرف در جامعه ابتدایی
- ۱۹۲۷ – غریزه جنسی و سرکوب آن در جوامع ابتدایی
- ۱۹۴۴ – آزادی و تمدن
- ۱۹۴۹ – پویایی دگرگونی فرهنگ